# Підліткова сексуальність
Підліткова сексуальність — етап розвитку людини, на якому підлітки відчувають і досліджують сексуальні почуття. Інтерес до сексуальності посилюється на початку статевого дозрівання, і сексуальність часто є життєво важливим аспектом життя підлітків. Сексуальний інтерес можна виражати кількома способами, наприклад, фліртом, поцілунками, мастурбацією або сексом із партнером. Сексуальний інтерес серед підлітків, як і серед дорослих, може сильно відрізнятися, і на нього впливають культурні норми та звичаї, статеве виховання, а також всебічна сексуальна освіта, сексуальна орієнтація та соціальні обмеження, такі як закони про вік згоди.
Сексуальна активність загалом пов'язана з різними ризиками, і це посилюється незнайомим збудженням сексуального збудження, увагою, пов'язаною з сексуальною привабливістю, і новим рівнем фізичної близькості та психологічної вразливості, створеної сексуальними контактами. Ризики статевого акту включають небажану вагітність та зараження інфекцією, що передається статевим шляхом, такою як ВІЛ/СНІД, яку можна зменшити за наявності та використання презерватива або застосування інших безпечних сексуальних практик. Контрацептиви спеціально знижують ймовірність підліткової вагітності.

## Розвиток сексуальності
Підліткова сексуальність починається в період статевого дозрівання. Процес статевого дозрівання викликає сексуальний інтерес і стимулює процеси мислення. Подальша статева поведінка починається з секреції гормонів гіпоталамусом і передньою долею гіпофіза. Ці гормони націлені на статеві органи і починають їх дозрівання. Підвищення рівня андрогену та естрогену впливає на процеси мислення підлітків і, як було описано, як таке, що спостерігається у «майже всіх підлітків значну частину часу».
Хоча більшість дівчат-підліток починає свій процес статевого дозрівання нормальним, передбачуваним шляхом, у батьків і лікарів може виникнути занепокоєння, якщо стане очевидним таке:
- хворобливі менструації
- хронічний тазовий біль
- часткова обструкція вагінального відтоку/неперфорована дівоча пліва
- можливі анатомічні дефекти[5]

## Погляди на сексуальну активність
В одному дослідженні 1996 року було задокументовано опитування молодших школярів Сполучених Штатів. Дівчата рідше стверджували, що вони коли-небудь мали секс, ніж хлопці-підлітки. Серед хлопців і дівчат, які мали досвід статевого акту, частка дівчат і хлопців, які нещодавно мали секс і регулярно вели статеве життя, була однаковою. Дослідники припускають, що менша кількість дівчат стверджує, що вони коли-небудь займалися сексом, тому що дівчата розглядають підліткове батьківство як більшу проблему, ніж хлопці. Вважалося, що дівчата більш обмежені у своїх сексуальних поглядах; вони частіше, ніж хлопці, вірили, що зможуть контролювати свої сексуальні бажання. Дівчата мали більш негативне уявлення про те, як сексуальна активність може вплинути на їхні майбутні цілі. Загалом, дівчата сказали, що відчувають менший тиск з боку однолітків, щоб почати статеве життя, тоді як хлопці повідомили, що відчувають більший тиск.
Пізніше дослідження поставило під сумнів ставлення підлітків. На запитання про утримання багато дівчат повідомили, що відчувають конфлікт. Вони намагалися збалансувати підтримку гарної репутації зі спробами підтримувати романтичні стосунки та бажанням поводитися по-дорослому. Хлопчики розглядали секс як соціальний капітал. Багато хлопців вважали, що їхні однолітки-чоловіки, які утримуються, не так легко піднімуться по соціальних сходах, як сексуально активні хлопці. Деякі хлопці сказали, що для них ризики, пов'язані з сексом, не такі серйозні, як соціальні ризики, пов'язані з утриманням.

### Поняття про втрату цноти
У Сполучених Штатах у 1980 році розпочалися федеральні програми, які сприяли утриманню підлітків від статевих стосунків, що призвело до того, що підлітки звернулися до орального сексу, який у дослідженні вважали приблизно третина підлітків формою утримання.
До свого першого статевого акту підлітки, як правило, сприймають цноту одним із таких способів: як дар, клеймо або нормальний крок у розвитку. Дівчата зазвичай сприймають цноту як подарунок, а хлопці — як клеймо. В інтерв'ю дівчата говорили, що вважають, що віддати комусь свою цноту — це все одно, що зробити дуже особливий подарунок. Через це вони часто очікували чогось натомість, наприклад, більшої емоційної близькості з партнером або незайманості партнера. Однак через це вони часто відчували себе безправними; вони часто не відчували, що насправді отримали те, чого очікували, і це змушувало їх відчувати, що вони мають менше влади у своїх стосунках. Вони відчували, що від чогось відмовилися, і не відчували, що цей вчинок був визнаний.
Думка про незайманість як про клеймо позбавляла багатьох хлопців можливостей, тому що вони відчували глибокий сором і часто намагалися приховати той факт, що вони незаймані від своїх партнерів, що для деяких призводило до того, що їхні партнери дражнили їх і критикували за їхні обмежені сексуальні прийоми. Дівчата, які вважали незайманість стигмою, не відчували такого сорому. Навіть якщо в приватному житті вони вважали цноту стигмою, ці дівчата вірили, що суспільство цінує їхню цноту через стереотип, що жінки сексуально пасивні. Це, за їхніми словами, полегшило їм втрату цноти, коли вони цього захотіли, оскільки вони відчували, що суспільство має більш позитивний погляд на незайманих жінок, і що це, можливо, зробило їх сексуально привабливими. Уявлення про втрату цноти як частину природного процесу розвитку призвело до зменшення дисбалансу влади між хлопцями і дівчатами, оскільки ці особи відчували менший вплив інших людей і більше контролювали свій індивідуальний сексуальний досвід. Хлопчики-підлітки, однак, частіше, ніж дівчата-підлітки, розглядали втрату цноти як позитивний аспект своєї сексуальності, оскільки однолітки більше сприймали це.

## Поведінка
| Країна             | Хлопці (%) | Дівчата (%) |
| ------------------ | ---------- | ----------- |
| Австрія            | 21.7       | 17.9        |
| Бельгія            | 24.6       | 23          |
| Канада             | 24.1       | 23.9        |
| Хорватія           | 21.9       | 8.3         |
| Англія             | 34.9       | 39.9        |
| Естонія            | 18.8       | 14.1        |
| Фінляндія          | 23.1       | 32.7        |
| Франція            | 25.1       | 17.7        |
| Греція             | 32.5       | 9.5         |
| Угорщина           | 25         | 16.3        |
| Ізраїль            | 31         | 8.2         |
| Латвія             | 19.2       | 12.4        |
| Литва              | 24.4       | 9.2         |
| Північна Македонія | 34.2       | 2.7         |
| Нідерланди         | 23.3       | 20.5        |
| Польща             | 20.5       | 9.3         |
| Португалія         | 29.2       | 19.1        |
| Шотландія          | 32.1       | 34.1        |
| Словенія           | 45.2       | 23.1        |
| Іспанія            | 17.2       | 13.9        |
| Швеція             | 24.6       | 29.9        |
| Швейцарія          | 24.1       | 20.3        |
| Україна            | 25.1       | 24          |
| Уельс              | 27.3       | 38.5        |

### Контроль народжуваності
У 2002 році в європейських країнах було проведено опитування про сексуальну поведінку підлітків. У вибірці 15-річних підлітків з 24 країн більшість учасників повідомили, що не мали статевого досвіду. Серед тих, хто був сексуально активним, більшість (82,3 %) під час останнього статевого акту використовували контрацепцію.
Національне репрезентативне датське дослідження показало, що дівчатам-підліткам, які використовують найпоширеніші протизаплідні таблетки, комбіновані протизаплідні таблетки з естрогеном і прогестином, на 80 % частіше призначають антидепресанти, ніж дівчатам, які не приймали протизаплідні засоби. Дівчата, які приймають тільки прогестинові таблетки, мають на 120 % більше шансів. Ризик депресії збільшується втричі для дівчат-підлітків, які використовують неоральні форми гормональної контрацепції.

### Статеве функціонування підлітків: гендерні подібності та відмінності
Люсія О'Салліван і її колеги вивчали сексуальне функціонування підлітків: вони порівняли вибірку підлітків із зразком дорослих і не виявили суттєвих відмінностей між ними. Бажання, задоволення та сексуальне функціонування були загалом високими серед вибірки учасників (віком 15–21). Крім того, не було виявлено істотних гендерних відмінностей у поширеності сексуальної дисфункції. Щодо проблем зі статевим функціонуванням, зазначених учасниками цього дослідження, найпоширенішими проблемами чоловіків були тривога щодо статевих звершень (81,4 %) і передчасна еякуляція (74,4 %). Інші поширені проблеми включали проблеми з ерекцією та труднощі з еякуляцією. Як правило, більшість проблем не були хронічними. Загальні проблеми для дівчат включали труднощі з сексуальним кульмінаційним моментом (86,7 %), відсутність сексуального інтересу під час сексуальної ситуації (81,2 %), незадовільне змащення піхви (75,8 %), занепокоєння з приводу статевого акту (75,8 %) і болючий статевий акт (25,8 %). Більшість проблем, перерахованих дівчатами, не були постійними. Однак нездатність відчути оргазм, здається, була проблемою, яка для деяких учасниць була постійною.
Під час інтерв'ю автори виявили чотири тенденції: сексуальне задоволення зростало з кількістю сексуального досвіду учасників; ті, хто мав сексуальні труднощі, як правило, уникали сексу; деякі учасники продовжували займатися регулярною сексуальною активністю, навіть якщо мали низький інтерес; і, нарешті, багато хто відчував біль під час сексуальної активності, якщо відчував низький рівень збудження.
Інше дослідження показало, що нерідко дівчата-підлітки, які перебувають у стосунках, повідомляють, що не відчувають бажання брати участь у сексуальних відносинах, коли вони були у стосунках. Однак багато дівчат вступають у статеві стосунки, навіть якщо вони цього не бажають, щоб уникнути того, що, на їхню думку, може напружити їхні стосунки. Дослідник стверджує, що це може бути через тиск суспільства на дівчат, щоб вони були «хорошими дівчатами»; тиск бути «хорошими» може змусити дівчат-підлітків думати, що вони не повинні відчувати бажання, як хлопчики. Навіть коли дівчата казали, що вони відчували сексуальне бажання, вони казали, що відчували, що не повинні, і часто намагалися приховати свої почуття. Це було наведено як приклад того, як очікування суспільства щодо статі можуть вплинути на сексуальне функціонування підлітків.

### Гендерні відмінності в оральному сексі серед підлітків
Існують гендерні відмінності в тому, як займатися оральним сексом. Одне дослідження показало, що молоді чоловіки сподівалися отримати оральний секс більше, ніж молоді жінки, причому 43 % чоловіків і 20 % жінок очікували отримати його. Крім того, більше молодих чоловіків повідомили про контакт орально-пенісового, ніж орально-вульвальний, з іншою статтю. Молоді чоловіки також частіше займаються оральним сексом, ніж молоді жінки. Одне дослідження за участю студентів американських коледжів показало, що 62 % жінок-учасниць частіше повідомляли про оральний секс більше, ніж отримували його. Однак однакові пропорції молодих чоловіків і жінок повідомляють, що мали досвід орального сексу.

### У Бразилії
За дослідженням 2007 року, середній вік, у якому бразильці втрачають цноту, становить 17 років, що є другим найнижчим показником серед досліджуваних країн (на першому місці — Австрія). Бразильці також мають низький показник використання презервативів під час першого сексуального контакту — 47,9 % (дослідження також показало, що люди з нижчим соціально-економічним статусом більш схильні використовувати презервативи). 58,4 % жінок повідомили, що втратили цноту у тривалих стосунках, тоді як серед чоловіків цей показник становив лише 18,9 %. Бразилія опинилася серед країн, де люди мають найбільш позитивні почуття щодо свого першого разу, а втрата цноти асоціюється з задоволенням і зростанням зрілості (на відміну від Японії, країни, яка повідомила про найбільш негативні почуття щодо втрати цноти).
В іншому дослідженні, яке очолює міжнародний рейтинг, 29,6 % бразильських чоловіків втратили цноту до 15 років (проти 8,8 % жінок), але в середньому чоловіки втрачають цноту у віці 16,5 років і одружуються у віці 24 років, а жінки — у віці 18,5 років і одружуються у віці 20 років. Вони мало чим відрізняються від національних цифр. У 2005 році 80 % тодішніх підлітків втратили цноту до свого сімнадцятиріччя, і приблизно 1 з кожних 5 нових дітей у країні народилася від матері-підлітки, де кількість дітей на одну жінку в середньому становить лише 1,7 дитини, нижче природного заміщення і третє найнижче в незалежних країнах Америки після Канади та Куби.
У звіті 2013 року на основі національної статистики учнів останнього класу перед старшою школою у віці (86 %) 13-15 років було виявлено, що 28,7 % з них вже втратили цноту, причому цей показник знизився на 40,1 % серед хлопців і 18,3 % серед дівчат порівняно з останнім дослідженням 2009 року, коли він становив 30,5 % в цілому, 43,7 % серед хлопців і 18,7 % серед дівчат. За даними дослідження 2013 року, 30,9 % учнів державних шкіл вже мали статеві стосунки, тоді як у приватних школах їх було 18 %; 24,7 % підлітків, які мали статеві стосунки, не використовували презерватив під час останнього сексуального контакту (22,9 % хлопців, 28,2 % дівчат), незважаючи на те, що в шкільному середовищі 89,1 % з них отримали інформацію про ІПСШ, 69,7 % — про те, де можна безкоштовно отримати презервативи (в рамках кампанії з охорони здоров'я, організованої бразильським урядом), 82,9 % — чули про інші види контрацептивних методів.

### У Канаді
Одна група канадійських дослідників виявила зв'язок між самооцінкою та сексуальною активністю. Вони виявили, що учні, особливо дівчата, які зазнавали словесних образ з боку вчителів або були відкинуті однолітками, з більшою ймовірністю, ніж інші учні, вступали в статеві стосунки до кінця 7-го класу. Дослідники припускають, що низька самооцінка збільшує ймовірність сексуальної активності: «Низька самооцінка, здається, пояснює зв'язок між неприйняттям однолітками і раннім сексом. На думку дослідників, дівчата з низькою самооцінкою можуть розглядати секс як спосіб стати „популярними“».

### В Індії
В Індії з'являється все більше доказів того, що підлітки стають більш сексуально активними. Існує побоювання, що це призведе до зростання поширення ВІЛ/СНІДу серед підлітків, збільшення кількості небажаних вагітностей і абортів, а також призведе до конфлікту між сучасними суспільними цінностями. Підлітки мають відносно слабкий доступ до охорони здоров'я та освіти. Оскільки культурні норми протистоять позашлюбній сексуальній поведінці, Р. С. Гоял побоюється, що «ці наслідки можуть набути загрозливих вимірів для суспільства та нації».
Мотивація та частотаСексуальні стосунки поза шлюбом не є рідкістю серед хлопців і дівчат-підлітків в Індії. У випадковому дослідженні 100 пар найкращим провісником того, чи буде дівчинка займатися сексом, є те, чи займаються тим самим її подруги. Серед дівчат, чиї подруги мали фізичні стосунки з хлопцями, 84,4 % мали таку ж поведінку. Лише 24,8 % дівчат, чиї подруги не мали фізичних стосунків з хлопцями, самі мали такі стосунки. У місті 25,2 % дівчат мали статеві стосунки, а в сільській місцевості — 20,9 %. Кращими індикаторами того, чи мали дівчата статеві стосунки, були їхня зайнятість та шкільний статус. Дівчата, які не відвідували школу, на 14,2 % (17,4 % проти 31,6 %) частіше мали статеві стосунки; серед дівчат, які працювали, цей показник становив 14,4 % (36,0 % проти 21,6 %).
В індійському соціокультурному середовищі дівчата мають менше доступу до батьківської любові, школи, можливостей для саморозвитку та свободи пересування, ніж хлопчики. Було стверджено, що вони можуть повстати проти цієї відсутності доступу або шукати прихильності через фізичні стосунки з хлопцями. Хоча дані відображають тенденції на підтримку цієї теорії, вони непереконливі. Для дівчат свобода спілкування з хлопчиками-підлітками була обмежена незалежно від того, жили вони в місті чи селі, і незалежно від того, ходили вони в школу чи ні. Більше міських дівчат, ніж сільських, обговорювали секс з друзями. Ті, хто не знав, можливо, відчували, що «тема сексуальності сама по собі вважається „темою для дорослих“ і табу, або, можливо, деякі респонденти обережно ставилися до розкриття такої особистої інформації».
Використання контрацептивівСеред індійських дівчат, стверджує Гоял, «хибні уявлення про секс, сексуальність і сексуальне здоров'я були великими. Проте підлітки, які мали статеві стосунки, були дещо краще поінформовані про джерела поширення ЗПСШ та ВІЛ/СНІД». Хоча 40 % сексуально активних дівчат знали, що презервативи можуть допомогти запобігти поширенню ВІЛ/СНІДу та зменшити ймовірність вагітності, лише 10,5 % під час останнього статевого акту використовували презерватив.

### У Нідерландах
За даними Advocates for Youth, у Сполучених Штатах рівень підліткової вагітності в чотири рази вищий, ніж у Нідерландах. Для порівняння, у документальному фільмі «Поговоримо про секс» фотограф на ім'я Джеймс Г'юстон подорожує з Лос-Анджелеса до округу Колумбія та Нідерландів. У Нідерландах він протиставляє європейське та американське ставлення до сексу. Від рівня захворюваності на ВІЛ до роздумів про підліткове батьківство в Америці, Г'юстон зображує суспільство, в якому Америка та Нідерланди відрізняються.
Більшість голландських батьків практикують пильну поблажливість, у якій вони мають сильний сімейний зв'язок і відкриті, щоб дозволити своїм дітям приймати власні рішення.
Gezelligheid — це термін, який використовують багато голландських підлітків для опису стосунків із родиною. Атмосфера відкрита і мало що не обговорюється між батьками та дітьми.
Емі Шалет, авторка книги «Не під моїм дахом: батьки, підлітки та культура сексу», розповідає у своїй книзі про те, як практики голландських батьків зміцнюють їхні зв'язки з дітьми. Підлітки спокійніше відчувають свою сексуальність і беруть участь у дискусіях з батьками про це. Більшість голландських батьків почуваються спокійно, дозволяючи своїм підліткам проводити ніч із своєю половинкою.

## Одностатеві потяги серед підлітків
На дівчат і хлопців підліткового віку, яких приваблюють особи своєї статі, сильно впливає їхнє оточення, оскільки підлітки часто вирішують відкрити свою сексуальність або тримати її в таємниці залежно від певних чинників, що існують у їхньому суспільстві. Ці фактори по-різному впливають на дівчат і хлопців. Якщо школа та релігія дівчат спрямовані проти одностатевих стосунків, вони створюють найбільші перешкоди для дівчат, які відчувають одностатевий потяг. Ці фактори не були перераховані як такі, що впливають на хлопців у більшій мірі. Дослідники припускають, що, можливо, це пов'язано з тим, що деякі релігії не лише виступають проти одностатевого потягу, але й заохочують традиційні ролі для жінок і не вірять, що жінки можуть виконувати ці ролі, будучи лесбійками. Школи можуть впливати на дівчат більше, ніж на хлопців, тому що дівчаткам робиться сильний наголос на тому, щоб вони зустрічалися з хлопцями, і багато шкільних заходів надають великого значення гетеросексуальності (наприклад, черлідинг). Крім того, ідея невідповідності типовим чоловічим гендерним ролям заважала багатьом хлопцям відкрито виявляти свою потяг до однієї статі. Занепокоєння щодо відповідності гендерним ролям не заважало дівчатам висловлювати свої гендерні уподобання так сильно, оскільки суспільство, як правило, більш гнучке щодо їхнього гендерного вираження.
Такі дослідники, як Ліза Даймонд, цікавляться тим, як деякі підлітки відходять від соціально сконструйованих норм статі та сексуальності. Вона виявила, що деякі дівчата, стикаючись з вибором «гетеросексуальна», «одностатева пристрасть» або «бісексуальна», воліли не вибирати ярлик, оскільки їхні почуття не підпадають під жодну з цих категорій.

## Інфекції, що передаються статевим шляхом
Підлітки мають найвищі показники інфекцій, що передаються статевим шляхом (ІПСШ), порівняно зі старшими групами. Сексуально активні підлітки частіше вірять у те, що не заразяться інфекцією, що передається статевим шляхом, ніж дорослі. Підлітки частіше мають інфікованого партнера і рідше звертаються за медичною допомогою при підозрі на ІПСШ. Вони також рідше дотримуються режиму лікування ІПСШ. Серед підлітків поширена коінфекція.
ІПСШ може мати великий негативний фізіологічний і психологічний вплив на підлітка. Метою педіатра є рання діагностика та лікування. Раннє лікування є важливим для запобігання медичних ускладнень і безпліддя. Профілактика ІПСШ повинна бути пріоритетом для всіх медичних працівників підліткового віку. Діагностика ІПСШ починається з оцінки супутніх ІПСШ, а також повідомлення та лікування статевих партнерів. Деякі штати США вимагають звітувати про ІПСШ до департаменту охорони здоров'я штату.

## Вплив медіа
Сучасні медіа містять більше сексуальних повідомлень, ніж було в минулому, і вплив на сексуальну поведінку підлітків залишається відносно невідомим. Лише 9 % сцен сексу в 1300 програмах кабельних мереж обговорюють і мають справу з потенційно негативними наслідками сексуальної поведінки. Крім того, Інтернет може надати підліткам недостатню інформацію про проблеми зі здоров'ям, сексуальність і сексуальне насильство.
Дослідження з вивчення сексуальних повідомлень у популярних телевізійних шоу показало, що 2 з 3 програм містять сексуальні дії. 1 з 15 шоу містило сцени самого статевого акту. Шоу містило різноманітні сексуальні повідомлення, включно з персонажами, які говорили про те, коли вони хотіли займатися сексом, і як використовувати секс, щоб підтримувати стосунки. Деякі дослідники вважають, що підлітки можуть використовувати ці повідомлення, а також сексуальні дії, які вони бачать по телевізору, у своєму власному сексуальному житті.
Результати дослідження, проведеного Деборою Толман та її колегами, показали, що підлітки, знайомі з сексуальністю на телебаченні , загалом не впливають безпосередньо на їхню сексуальну поведінку, а найбільше впливає тип повідомлення, яке вони бачать. Встановлено, що гендерні стереотипи, втілені в сексуальних сценах на телебаченні, мають великий вплив на підлітків. Дівчата відчували, що менше контролюють свою сексуальність, коли бачили, як чоловіки об'єктивують жінок і не цінують зобов'язань. Дослідження обговорювало ризик того, що жінки сприймуть це повідомлення та поширять ідею про те, що це нормально бути слабкою та відповідати чоловікам весь час. Однак дівчата, які бачили по телевізору жінок, які спростовували сексуальні замахи чоловіків, зазвичай відчували себе зручніше говорити про власні сексуальні потреби у своєму сексуальному досвіді, а також відстоювати себе. Їм було комфортно встановлювати сексуальні обмеження, і тому краще контролювали свою сексуальність. Результати для хлопчиків були менш чіткими; ті, хто бачив домінуючих і агресивних чоловіків, насправді мали менше сексуального досвіду.
Однак деякі вчені стверджують, що такі заяви про медіа-ефекти передчасні. Більше того, згідно зі статистичними даними уряду США щодо охорони здоров'я, останніми роками підлітки відкладали початок статевого акту, незважаючи на збільшення кількості сексуальних медіа.
Дослідження 2008 року хотіло з'ясувати, чи існує зв'язок між сексуальним контентом, який показують у медіа, та підлітковою вагітністю. Дослідження показали, що підлітки, які дивилися багато сексуального контенту, мали вдвічі більше шансів завагітніти протягом трьох років порівняно з тими підлітками, які не зазнавали такої кількості сексуального контенту. Дослідження прийшло до висновку, що те, як медіа зображують секс, має величезний вплив на сексуальність підлітків.

## Підліткова вагітність
Дівчата-підлітки стають фертильними після менархе (першої менструації), яка зазвичай відбувається у віці від 11 до 12 років. Після менархе статевий акт (особливо без контрацепції) може призвести до вагітності. Тоді вагітна підліток може мати викидень, зробити аборт або виносити дитину до народження.
Вагітні підлітки стикаються з багатьма проблемами пологів, що й жінки у віці 20-30 років. Однак існують додаткові медичні проблеми для молодих матерів, особливо для тих, хто не досяг 15 років, і тих, хто живе в країнах, що розвиваються. Наприклад, акушерська фістула є особливою проблемою для дуже молодих матерів у бідніших регіонах. Для матерів у віці від 15 до 19 років ризик пов'язаний більше з соціально-економічними факторами, ніж з біологічними наслідками віку. Проте дослідження показали, що ризик низької ваги при народженні пов'язаний із самим біологічним віком, оскільки це спостерігалося у підліткових пологів навіть після контролю за іншими факторами ризику (такими як використання допологового догляду тощо).
У всьому світі показники підліткової народжуваності коливаються в широких межах. Наприклад, в країнах Африки на південь від Сахари висока частка матерів-підліток, тоді як у індустріально розвинутих країнах Азії, таких як Південна Корея та Японія, цей показник дуже низький. Підліткова вагітність у розвинених країнах, як правило, відбувається поза шлюбом і несе суспільну стигму. Матері-підлітки та їхні діти в розвинених країнах демонструють нижчий освітній рівень, вищі рівні бідності та інші гірші «життєві результати» порівняно зі старшими матерями та їхніми дітьми. У країнах, що розвиваються, вагітність у підлітковому віці зазвичай відбувається в рамках шлюбу і не несе подібної стигми.

## Юридичні питання

Міжнародний вік згоди для гетеросексуального сексу за країнами
– 12
– 13
– 14
– 15
– 16
– 17
– 18
– має бути одружений
– немає даних

Статева поведінка між дорослими/підлітками та підлітками, молодшими за місцевий вік згоди, як правило, є незаконною, окрім винятків для близьких за віком осіб або в юрисдикціях, де законним є лише секс між подружніми парами, як, наприклад, у деяких ісламських країнах. У багатьох юрисдикціях статеві зносини між підлітками з великою різницею у віці не заборонені. У всьому світі середній вік згоди становить 16 років, але він варіюється від 13 років у Судані,16 років в Іспанії та Канаді та 16–18 років у Сполучених Штатах. У деяких юрисдикціях вік згоди для гомосексуальних стосунків може відрізнятися від віку для гетеросексуальних стосунків. Вік згоди в певній юрисдикції зазвичай дорівнює віку повноліття або на кілька років менше. Вік, з якого можна законно одружитися, також іноді відрізняється від законного віку згоди.
Сексуальні стосунки з особою, яка не досягла повноліття, зазвичай є кримінальним злочином у тій юрисдикції, де вони були вчинені, і караються від символічних штрафів до довічного ув'язнення. Існує багато різних термінів, що стосуються висунутих звинувачень і включають зґвалтування, незаконні статеві зносини або розбещення неповнолітніх. У деяких юрисдикціях сексуальні стосунки з особою, яка досягла встановленого законом віку згоди, але не досягла повноліття, можуть каратися відповідно до законів проти сприяння вчиненню злочинів неповнолітніми.
У деяких країнах одруження з особою, яка не досягла віку згоди, може зробити секс з цією особою законним незалежно від віку згоди.

## Соціальний вплив

### Соціальна конструктивістська перспектива
Точка зору соціального конструкціонізму (див. загальне визначення у соціальному конструкціонізмі) на сексуальність підлітків досліджує, як влада, культура, значення та стать взаємодіють, щоб вплинути на сексуальність підлітків. Ця перспектива тісно пов'язана з фемінізмом і квір-теорією. Ті, хто вірить у соціальну конструктивістську точку зору, стверджують, що поточні значення, які більшість людей у нашому суспільстві пов'язує з жіночою та чоловічою сексуальністю, насправді є соціальною конструкцією, щоб утримувати гетеросексуальних і привілейованих людей при владі.
Дослідники, зацікавлені у дослідженні підліткової сексуальності з використанням цієї точки зору, зазвичай досліджують, як стать, раса, культура, соціально-економічний статус і сексуальна орієнтація впливають на те, як підлітки розуміють власну сексуальність. Прикладом того, як стать впливає на сексуальність, є ситуація, коли молоді дівчата-підлітки заявляють, що вони вважають, що секс є методом підтримки стосунків, коли хлопці емоційно недоступні. Оскільки вони дівчата, вони вважають, що щоб догодити своїм хлопцям, вони повинні мати сексуальну поведінку.

### Феміністична перспектива розвитку
Феміністична перспектива розвитку тісно пов'язана з перспективою соціального конструктивізму. Вона особливо цікавиться тим, як гендерні норми суспільства впливають на розвиток підлітків, особливо дівчат. Наприклад, деякі дослідники цієї теми дотримуються думки, що дівчата-підлітки все ще перебувають під сильним впливом гендерних ролей, нав'язаних їм суспільством, а це, в свою чергу, впливає на їхню сексуальність і сексуальну поведінку. Дебора Толман є прихильницею цієї точки зору і стверджує, що тиск суспільства, яке вимагає бути «хорошими», змушує дівчат приділяти більше уваги тому, що, на їхню думку, очікують від них інші, ніж тому, щоб зазирнути всередину себе, щоб зрозуміти власну сексуальну орієнтацію. Толман стверджує, що молоді дівчата вчаться об'єктивувати власне тіло і в кінцевому підсумку думають про себе як про об'єкти бажання. Це призводить до того, що вони часто бачать своє тіло таким, яким його бачать інші, що викликає у них відчуття відчуженості від свого тіла і своєї сексуальності. Толман називає це процесом розпредмечування. Цей процес робить молодих дівчат невпевненими у власних сексуальних бажаннях і потребах, оскільки вони зосереджуються на тому, чого від них очікують інші люди, а не на тому, що вони відчувають всередині.
Ще один спосіб впливу гендерних ролей на сексуальність підлітків — через сексуальні подвійні стандарти. Цей подвійний стандарт має місце, коли інші засуджують жінок за дошлюбні статеві стосунки та за прийняття своєї сексуальності, тоді як чоловіки винагороджуються за таку ж поведінку. Це подвійний стандарт, тому що представники статі поводяться однаково, але їх по-різному оцінюють за їхні дії через їхню стать. Приклад цього можна побачити в дослідженні Толмен, коли вона брала інтерв'ю у дівчат про їхній досвід власної сексуальності. В інтерв'ю Толмана дівчата, які шукали сексу, тому що бажали цього, відчували, що їм потрібно приховати це, щоб (наприклад, вони звинувачували свою сексуальну поведінку в пияцтві), щоб їх не засуджували інші у школі. Вони боялися, що на них почнуть негативно дивитися через насолоду своєю сексуальністю. Таким чином, багато дівчат намагалися знайти власні рішення (наприклад, звинувачувати свою сексуальну поведінку в чомусь іншому або замовчувати власні бажання та вирішувати не займатися сексуальною поведінкою) проблеми, яка насправді спричинена дисбалансом влади між статями в наших суспільствах. Інші дослідження показали, що дівчата втомилися від засудження за їхню сексуальну поведінку через стать. Однак навіть на цих дівчат сильно вплинули гендерні ролі в суспільстві, і вони рідко говорили про власні бажання, а замість цього говорили про те, як «готовність» (а не бажання) визначатиме їхні сексуальні контакти.
О'Салліван та її колеги оцінили 180 дівчат у віці від 12 до 14 років на предмет їхнього уявлення про те, яким буде їхній перший сексуальний досвід; багато дівчат повідомили, що відчували негативні емоції щодо сексу до свого першого разу. Дослідники вважають, що це пов'язано з тим, що дівчат-підлітків привчають до того, що суспільство негативно ставиться до дошлюбних статевих стосунків. Коли вони повідомляли про позитивні почуття, то найчастіше згадували про відчуття привабливості. Це свідчить про те, що багато дівчат об'єктивують власне тіло і часто думають про це ще до того, як замислюються над власними сексуальними бажаннями та потребами.
Дослідники виявили, що наявність старшого брата або сестри, особливо старшого брата, впливає на ставлення дівчат до сексу та сексуальності. Дівчата зі старшими братами дотримувалися більш традиційних поглядів на сексуальність і сказали, що вони менш зацікавлені в пошуку сексу, а також менш зацікавлені реагувати на сексуальні досягнення хлопчиків порівняно з дівчатами, які не мають старших братів і сестер. Дослідники вважають, що це тому, що старші брати і сестри моделюють гендерні ролі, тому дівчата зі старшими братами і сестрами (особливо брати) можуть мати більш традиційні погляди на те, якими, за словами суспільства, мають бути дівчата та хлопчики; дівчата зі старшими братами можуть вважати, що статеві стосунки здебільшого призначені для народження дітей, а не для отримання сексуального задоволення. Цей традиційний погляд може заважати їм зосереджуватися на своїй власній сексуальності та бажаннях і може прив'язувати їх до встановлених суспільством гендерних ролей.

### Соціальне навчання та сексуальна самоконцепція
Розвиток сексуальної самоконцепції є важливим етапом розвитку в підлітковому віці. Це коли підлітки намагаються осмислити та організувати свій сексуальний досвід так, щоб вони зрозуміли структури та основні мотиви своєї сексуальної поведінки. Це сексуальне самоуявлення допомагає підліткам упорядкувати свій минулий досвід, але також дає їм інформацію, на яку вони можуть спиратися для своїх теперішніх і майбутніх сексуальних думок і досвіду. Сексуальне самооцінка впливає на сексуальну поведінку як чоловіків, так і жінок, але також впливає на розвиток стосунків жінок. Розвиток власної сексуальної самоконцепції може відбутися ще до початку сексуального досвіду. Важливою частиною сексуальної самоконцепції є сексуальна оцінка, яка включає те, як людина оцінює свою сексуальність (включаючи свої думки, емоції та сексуальну активність). Іншим аспектом є сексуальна тривога; це включає в себе негативні оцінки статі та сексуальності. Сексуальне самоуявлення розвивається не тільки на основі сексуального досвіду; як дівчата, так і хлопці можуть вчитися з різноманітних соціальних взаємодій, таких як їх сім'я, програми статевого виховання, зображення в засобах масової інформації та від своїх друзів і однолітків. Дівчата з позитивною самооцінкою, швидше за все, будуть ліберальними у своєму ставленні до сексу, більш схильні вважати себе пристрасними та відкритими до сексуального досвіду та більш схильні оцінювати сексуальний досвід як позитивний. Їхні погляди на відносини показують, що вони надають великого значення романтиці, любові та близькості. Дівчата, які мають більш негативне ставлення, часто кажуть, що відчувають сором'язливість щодо своєї сексуальності та ставляться до сексуальних стосунків більш негативно. Сексуальна самооцінка дівчат з більш негативними поглядами знаходиться під сильним впливом інших людей; ті дівчата, які дотримуються більш позитивних поглядів, менш.
Хлопці менш охоче стверджують, що мають негативні почуття щодо сексу, ніж дівчата, коли описують свої сексуальні схеми. Хлопці не поділяються на позитивні та негативні сексуальні самооцінки; їх поділяють на схематичні та несхематичні (схема — це кластер уявлень про процес або аспект світу; див. схему). Хлопці, які сексуально схематичні, мають більший сексуальний досвід, мають вищий рівень сексуального збудження та більш здатні переживати романтичні почуття. Хлопчики, які не є схематичними, мають менше сексуальних партнерів, менший діапазон сексуального досвіду і набагато рідше, ніж схематичні чоловіки, вступають у романтичні стосунки.
Порівнюючи сексуальну самооцінку дівчаток і хлопців-підлітків, дослідники виявили, що хлопці відчували нижчу сексуальну самооцінку та вищу сексуальну тривожність. Хлопці заявили, що вони були менш здатні відмовлятися або протистояти сексу з більшою швидкістю, ніж дівчата, які мали з цим труднощі. Автори стверджують, що це може бути тому, що суспільство приділяє таку велику увагу навчанню дівчат, як бути стійкими до сексу, що хлопці не навчаються цим навичкам і менш здатні використовувати їх, коли хочуть сказати «ні» сексу. Вони також пояснюють, як суспільний стереотип про те, що хлопці завжди готові бажати сексу та бути збудженим, може сприяти тому факту, що багато хлопців можуть не відчувати себе комфортно, опираючись сексу, оскільки це те, чого їм суспільство каже, що вони повинні хотіти. Оскільки суспільство очікує від хлопців-підлітків наполегливості, домінування та контролю, вони обмежені у тому, як вони вважають доцільним діяти в романтичних стосунках. Багато хлопців відчувають нижчу самооцінку, коли не можуть досягти цих гіпермаскулінних ідеалів, яких, як каже суспільство, вони повинні досягти. Крім того, немає багато вказівок щодо того, як хлопці повинні діяти у стосунках, і багато хлопців не знають, як зберегти свою мужність, залишаючись щирими та відповідаючи взаємною прихильністю у своїх стосунках. Цю складну дилему деякі дослідники називають двосічним мечем маскулінності.
Генсел та його колеги провели дослідження за участю 387 жінок-учасниць віком від 14 до 17 років і виявили, що, коли дівчата дорослішали (і дізнавалися більше про своє сексуальне самоуявлення), вони відчували менше тривоги, відчували більше комфорту з сексуальністю та переживали більше випадків сексуальної активності. Крім того, протягом чотирьох років (від 14 до 17) сексуальна самооцінка зросла, а сексуальна тривожність зменшилася. Дослідники заявили, що це може означати, що чим більше сексуального досвіду мали дівчата-підлітки, тим більше вони впевнені у своїй сексуальній поведінці та сексуальності. Крім того, це може означати, що для дівчат, які ще не мали статевого акту, вони стають більш впевненими та готовими брати участь у першій зустрічі. Дослідники стверджують, що ці закономірності вказують на те, що сексуальна поведінка підлітків зовсім не є спорадичною та імпульсивною, радше, що на неї сильно впливає сексуальне самоуявлення дівчаток-підлітків і вона змінюється та розширюється з часом.

## Статеве виховання
Статеве виховання, яке також називають «Сексуальна освіта» або неофіційно «Сексос» — це освіта про статеву анатомію людини, статеве розмноження, статеві зносини, сексуальну поведінку людини та інші аспекти сексуальності, такі як образ тіла, сексуальна орієнтація, побачення та стосунки. Звичайними шляхами статевого виховання є батьки, опікуни, друзі, шкільні програми, релігійні групи, популярні засоби масової інформації та кампанії з охорони здоров'я.
Статеве виховання не завжди викладають однаково в кожній країні. Наприклад, у Франції статеве виховання є частиною шкільної програми з 1973 року. Очікується, що школи забезпечать від 30 до 40 годин статевого виховання та роздадуть презервативи учням восьмих і дев'ятих класів. У січні 2000 року уряд Франції розпочав інформаційну кампанію щодо контрацепції з телевізійними та радіо роликами та розповсюдженням п'яти мільйонів листівок про контрацепцію серед учнів старших класів.
У Німеччині статеве виховання є частиною шкільної програми з 1970 року. З 1992 року статеве виховання є державним обов'язком. Опитування Всесвітньої організації охорони здоров'я щодо звичок європейських підлітків у 2006 році показало, що німецькі підлітки піклуються про контрацепцію. Рівень народжуваності серед німців у віці від 15 до 19 років становить 11,7 на 1000 населення, у порівнянні з 2,9 на 1000 населення в Кореї та 55,6 на 1000 населення в США.
За даними SIECUS, Ради сексуальної інформації та освіти Сполучених Штатів, у більшості сімей батьки є основними сексуальними вихователями своїх підлітків. Вони виявили, що 93 % опитаних дорослих підтримують сексуальну освіту в середній школі та 84 % підтримують її в молодшій школі. Насправді 88 % батьків молодших школярів і 80 % батьків старшокласників вважають, що статеве виховання в школі полегшує їм розмови з підлітками про секс. Крім того, 92 % підлітків повідомляють, що вони хочуть як говорити з батьками про секс, так і отримати всебічне статеве виховання в школі.
В Америці американські студенти не тільки отримують статеве виховання в рамках шкільних або релігійних програм, але й навчаються своїми батьками. Американські батьки менш схильні впливати на реальний сексуальний досвід своїх дітей, ніж просто кажуть дітям, чого вони не повинні робити. Як правило, вони пропагують утримання, навчаючи своїх дітей речам, які можуть змусити їхніх підлітків відмовитися від сексуальної активності.
Майже всі студенти США отримують певну форму статевого виховання принаймні один раз між 7 і 12 класами; багато шкіл починають розглядати деякі теми вже в 5-6 класі. Однак те, що студенти вивчають, дуже різниться, оскільки рішення щодо навчальних програм досить децентралізовані. В американських школах викладають дві основні форми статевого виховання: всеосяжне і лише утримання. Дослідження 2002 року, проведене Фондом сім'ї Кайзера, показало, що 58 % директорів середніх шкіл описують свою програму статевого виховання як комплексну, тоді як 34 % сказали, що головною ідеєю їхньої школи є лише утримання. Різниця між цими двома підходами та їхній вплив на поведінку підлітків залишається дискусійною темою в США. Деякі дослідження показали, що програми лише утримання не мають позитивного ефекту. Інші дослідження показали, що спеціальні програми призводять до того, що понад 2/3 учнів стверджують, що вони будуть утримуватися від навчання до одруження через кілька місяців після завершення такої програми; такі обіцянки невинності, однак, статистично неефективні, і більше 95 % американців справді займаються сексом до шлюбу.
В Азії програми статевого виховання знаходяться на різних стадіях розвитку. Індонезія, Монголія, Південна Корея та Шрі-Ланка мають систематичну політичну основу для викладання сексу в школах. Малайзія, Філіппіни та Таїланд оцінили потреби підлітків у сфері репродуктивного здоров'я з метою розробки спеціального навчання, повідомлень і матеріалів для підлітків. В Індії існують програми, спеціально спрямовані на дітей шкільного віку у віці від дев'яти до шістнадцяти років. Вони включені як предмети в навчальний план і, як правило, передбачають відкриту та відверту взаємодію з викладачами. За винятком Камбоджі та В'єтнаму, ФНПА фінансує більшість азіатських програм статевого виховання. Бангладеш, М'янма, Непал і Пакистан не мають скоординованих програм статевого виховання.
Деякі педагоги дотримуються думки, що сексуальність прирівнюється до насильства. Ці педагоги вважають, що відсутність розмов про сексуальність знизить рівень сексуальності підлітків. Однак було виявлено, що відсутність доступу до статевої освіти негативно впливає на учнів, особливо на такі групи, як дівчата-підлітки з сімей з низьким рівнем доходу. Відсутність належної освіти щодо статевого здоров'я збільшує підліткову вагітність, сексуальну віктимізацію та відсів середньої школи. Дослідники стверджують, що важливо навчати студентів усім аспектам сексуальності та сексуального здоров'я, щоб зменшити ризик цих проблем.
Думка про те, що сексуальність — це віктимізація, вчить дівчат бути обережними, щоб стати жертвами сексуального характеру та зловживати ними. Педагоги, які дотримуються такої точки зору, заохочують статеву освіту, але зосереджуються на тому, щоб навчити дівчат говорити «ні», навчаючи їх про ризики бути жертвами та навчаючи їх про ризики та хвороби сексуальної активності. Ця перспектива вчить підлітків, що хлопчики — хижаки, а дівчатка — жертви сексуальної віктимізації. Дослідники стверджують, що ця точка зору не стосується існування бажання в дівчат, не стосується соціальних змінних, які впливають на сексуальне насильство, і вчить дівчат розглядати секс як небезпечний лише до шлюбу. Насправді сексуальне насильство також може бути дуже поширеним у шлюбі.
Інший погляд включає ідею, що сексуальність є індивідуальною мораллю; це заохочує дівчат приймати власні рішення, якщо вони вирішили відмовитися від сексу до шлюбу. Це виховання заохочує до самоконтролю та цнотливості.
Нарешті, перспектива сексуального виховання дискурсу бажання дуже рідко зустрічається в середніх школах США. Така перспектива спонукає підлітків дізнаватися більше про свої бажання, отримуючи задоволення та відчуваючи впевненість у своїй сексуальності. Дослідники стверджують, що така точка зору розширить можливості дівчат, оскільки вона приділятиме менше уваги жертвам і спонукатиме їх мати більший контроль над своєю сексуальністю.
Дослідження того, як гендерні стереотипи впливають на підліткову сексуальність, є важливим, оскільки дослідники вважають, що воно може показати викладачам сексуального здоров'я, як вони можуть покращити свої програми, щоб точніше задовольняти потреби підлітків. Наприклад, дослідження показали, як сформована у суспільстві ідея про те, що дівчата «повинні» не цікавитися сексом, фактично ускладнила дівчатам можливість почути їхній голос, коли вони хочуть мати безпечніший секс. У той же час викладачі статевої сфери постійно радять дівчатам робити вибір, який приведе їх до безпечнішого сексу, але не завжди кажуть їм, «як» їм це робити. Подібні приклади показують труднощі, які можуть виникнути, якщо не досліджувати, як погляди суспільства на стать і сексуальність впливають на сексуальність підлітків.

## Зрілість мозку
За деякими дослідженнями, кілька областей головного мозку в лобовій частці кори головного мозку та в гіпоталамусі, які вважаються важливими для самоконтролю, відстроченого задоволення, аналізу ризиків і оцінки, а також область префронтальної кори головного мозку людини не є такими. повністю зрілим до початку 20-х або приблизно до 25 років. Потім стверджується, що, частково через це, молоді підлітки, як правило, менш підготовлені, ніж дорослі, для прийняття обґрунтованих рішень і передбачення наслідків сексуальної поведінки, хоча дослідження зображення мозку та кореляції поведінки підлітків, які характеризують їх як незрілих, піддавалися критиці. за те, що не є причиною, таким чином, можливо, підтверджуючи культурні упередження. Роберт Епштейн стверджує, що «підлітковий неспокій», причиною якого є відмінності в структурі та функціях мозку підлітків і дорослих, є відносно недавнім західним явищем, яке здебільшого відсутнє в доіндустріальних суспільствах і є результатом інфантилізації підлітків, а не внутрішнього розвитку. відмінності мозку. Він вважає, що якби така некомпетентність і безвідповідальність справді були результатом притаманних відмінностей мозку, то вони були б присутні в усіх суспільствах і культурах.

## Історичні дослідження
У 1988 році двоє дослідників з Університету Північної Кароліни, Рональд Ріндфус і Дж. Річард Удрі, подали пропозицію до Національного інституту здоров'я дитини та людського розвитку (NICHD) вивчити ризиковану поведінку підлітків, пов'язану зі здоров'ям. Дослідження мало на меті зібрати дані про моделі сексуальної поведінки підлітків, які можуть наражати підлітків на захворювання, що передаються статевим шляхом. Дослідники розробили дослідження, щоб зібрати дані про національну вибірку з 24 000 молодих людей від сьомого до одинадцятого класів. Американське дослідження підлітків спочатку було схвалено як Національною консультативною радою NICHD, так і іншими офіційними особами NICHD, надаючи фінансування дослідження до 2,5 мільйонів доларів США на перший рік, починаючи з травня 1991 року.
Через місяць після дати затвердження дослідження міністр охорони здоров'я та соціальних служб (HHS) Луїс Салліван скасував дослідження після того, як його поставили під сумнів і докорили ті, хто не вірив, що дослідження сексуальної поведінки підлітків будуть корисними. За словами Чарроу (1991), можливо, це був перший випадок, коли раніше надана сума фінансування була скасована. Американське дослідження підлітків намагалося виявити важливість дослідження ризикованої поведінки молоді, пов'язаної зі здоров'ям, шляхом збору даних у різних соціальних контекстах, таких як вдома та школа. Безліч критиків засудили дослідження, наполягаючи на тому, що питання сексуальної поведінки підлітків досліджувалося надмірно.
Центри контролю за захворюваннями (1991) показують, що вік першого статевого акту для американських дівчат почав знижуватися з 1985 по 1989 рік. Кількість підлітків штату Массачусетс, які повідомили про статевий акт, зросла з 55 % до 61 % між 1986—1988 роками. Крім того, було виявлено, що використання презервативів підлітками може зменшитися, якщо вони мають кількох сексуальних партнерів. Автори (1993) стверджують, що математична теорія епідемій розкриває два фактори щодо швидкості зростання інфекцій під час епідемії: перший — це ймовірність того, що неінфікована людина заразиться СНІДом від інфікованої людини. Передача захворювання, що передається статевим шляхом, наприклад ВІЛ, залежатиме від сексуальної поведінки людей, їх особистої безпеки під час статевого акту та від того, як часто вони контактують зі статевими партнерами.
Другим фактором є кількість неінфікованих особин у популяції. На початку епідемії захворювання, що передається статевим шляхом, поширюється, коли неінфікований партнер інфікованої людини стає дуже сексуально активним серед населення, що призводить до збільшення кількості інфікованих. У міру того, як населення стає більш зараженим, інфікована людина буде рідше зустрічатися з неінфікованою, що призведе до зниження нових інфекцій. Однак, незважаючи на те, що кількість нових ВІЛ-інфекцій серед літніх чоловіків-геїв зменшилася, небезпечно говорити, що така ж картина спостерігається і для підлітків-геїв. Подібним чином дані свідчать про те, що гетеросексуальні підлітки також займаються анальним статевим актом, що може призвести до збільшення кількості інфікованих осіб. 10 % жінок у підлітковому центрі планування, 19 % канадських студенток коледжу та 25 % темношкірих та латиноамериканських жінок у центрі планування сім'ї повідомили про анальний статевий акт зі своїми партнерами.
Статистичні дані показують, що зростає потреба в дослідженні ризикованої сексуальної поведінки підлітків. Сучасним дослідженням ризикованої сексуальної поведінки підлітків бракує трьох основних умов, які б надали достатні й узагальнені дані про поточну сексуальну поведінку підлітків. По-перше, дослідницькі дослідження повинні мати великі вибірки та ретельний дизайн, щоб охопити різноманітні групи підлітків різної статі, сексуальної орієнтації, етнічної приналежності, раси та культури. По-друге, потрібне дослідження, яке б вивчало взаємодію між різними соціальними контекстами, такими як їзда в автомобілях для задоволення, і сексуальна поведінка підлітків, яка робить молодь сприйнятливою до статевого акту. Нарешті, необхідно було б проводити повторні поздовжні дослідження сексуальної поведінки підлітків, оскільки поведінка постійно змінюється і може бути відкритою для різних інтерпретацій.
Американське дослідження підлітків було б використано для проведення такого типу дослідження, яке було б необхідне для дослідження зростаючого рівня захворювань, що передаються статевим шляхом, серед підлітків. Автори (1993) припускають, що скасування Американського дослідження підлітків було політично вмотивованим, про що свідчить поспішна відмова Луї Саллівана від дослідження, не надавши відповідних аргументів, чому дослідження не повинно було проводитися. Без даних дослідження вченим може бути важко відслідковувати поширення захворювань, що передаються статевим шляхом, таких як ВІЛ, і розробляти методики зниження зростаючого рівня інфекцій.